# Peridea anceps
Peridea anceps és una espècie de lepidòpter ditrisi de la família dels notodòntids (Notodontidae). Es distribueix de Europa a Iraq.

## Característiques
El mascle té una envergadura de 25 a 28 mm. Habita en boscos i el seu període de vol va d'abril al juliol. Les larves s'alimente de fulles de Quercus, de vegades també Betula.

## Galeria

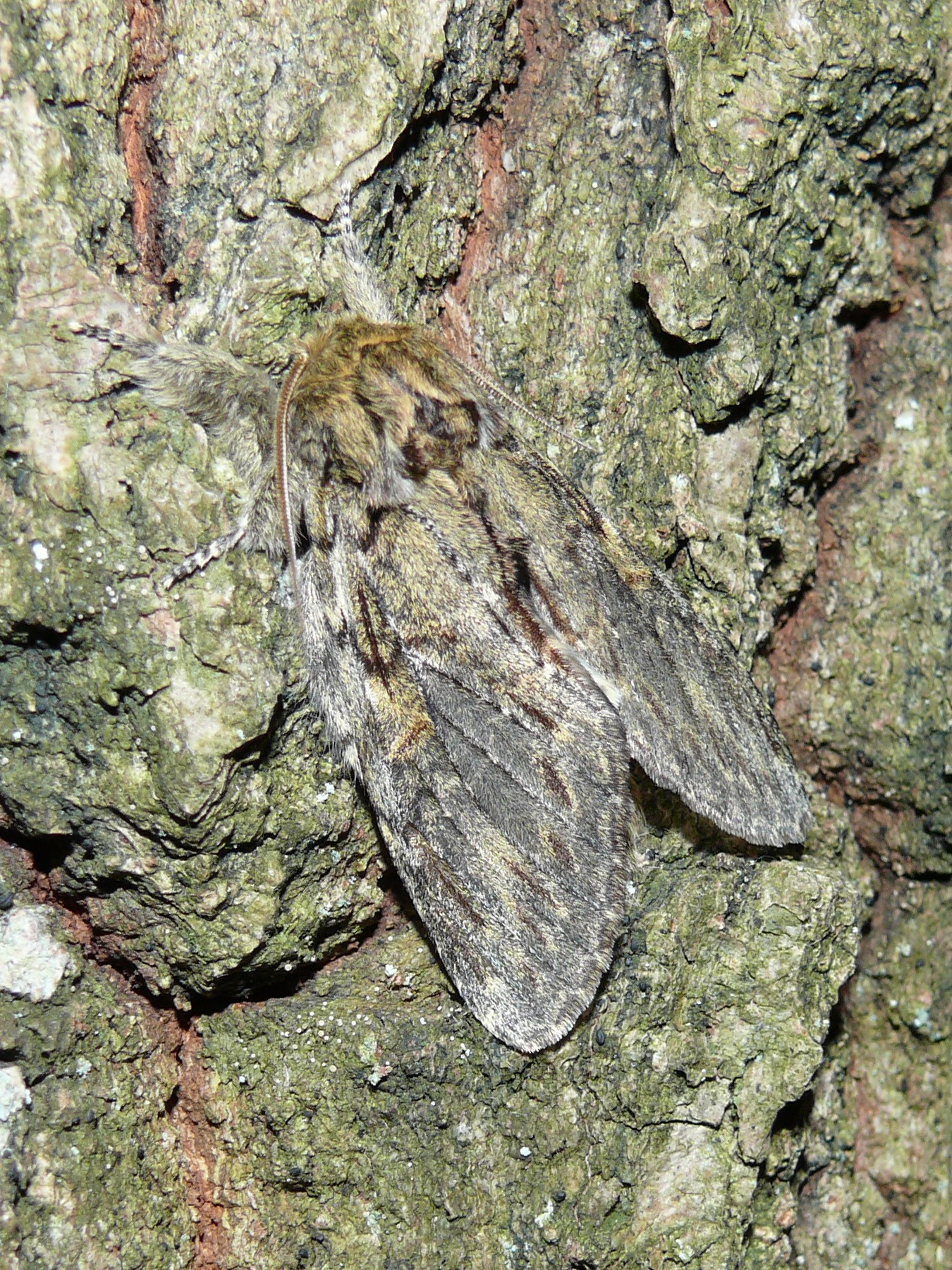
Peridea anceps
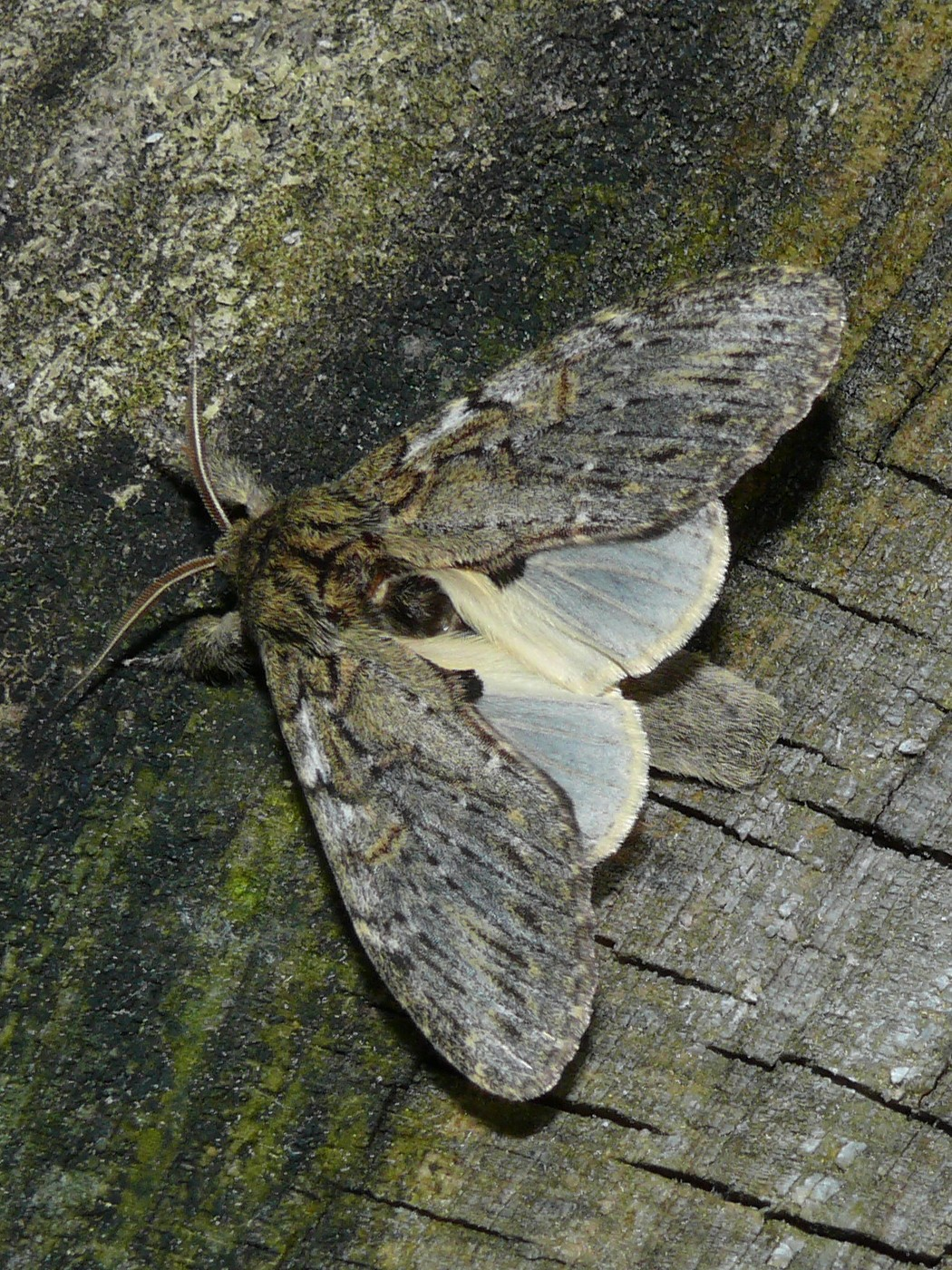
Peridea anceps
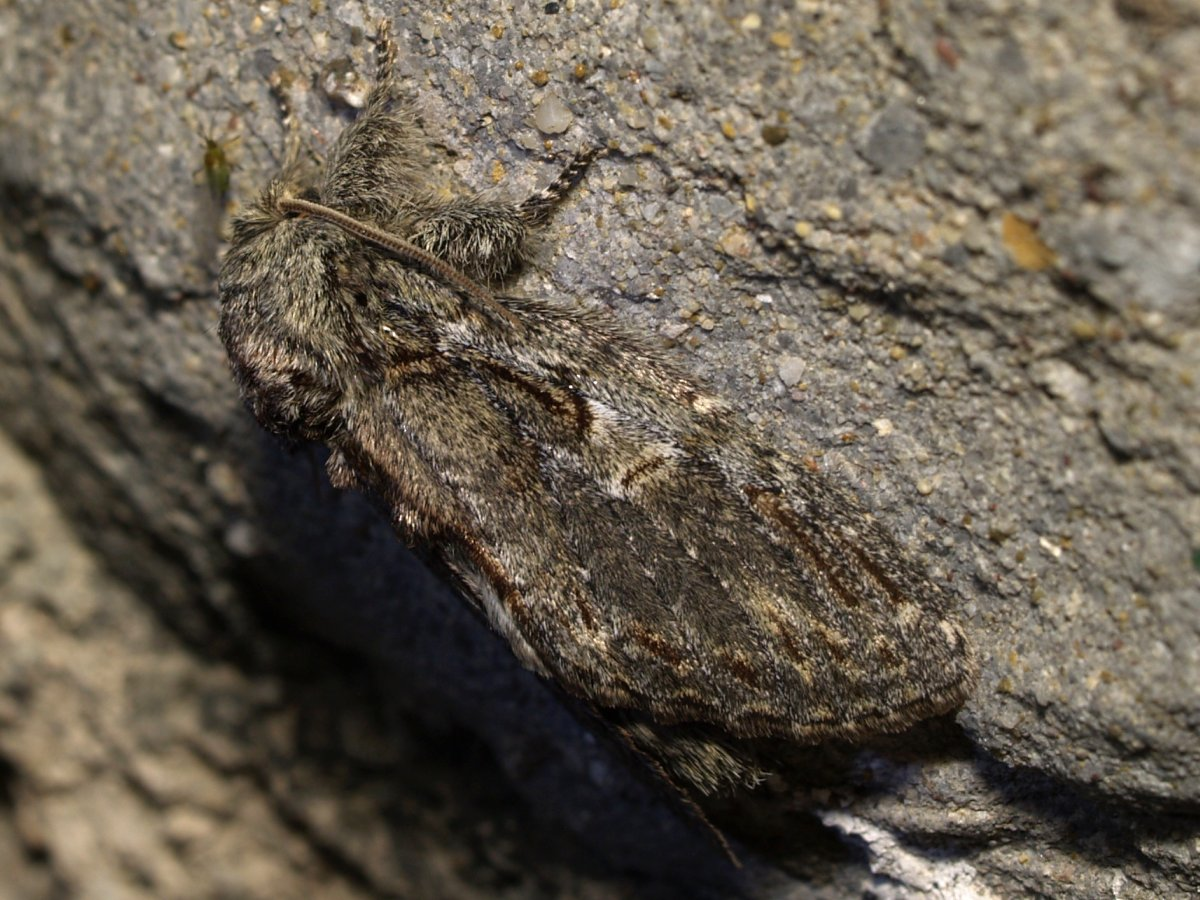
Peridea anceps
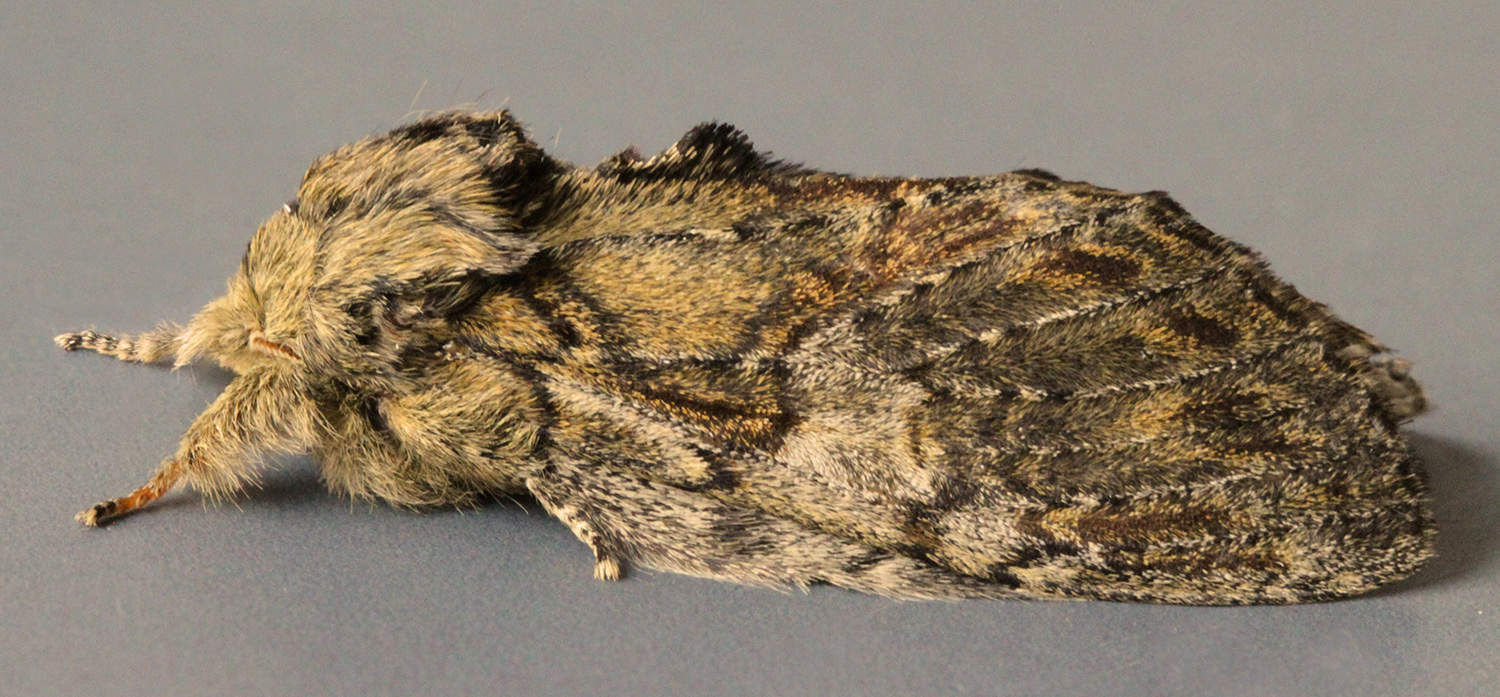
Peridea anceps
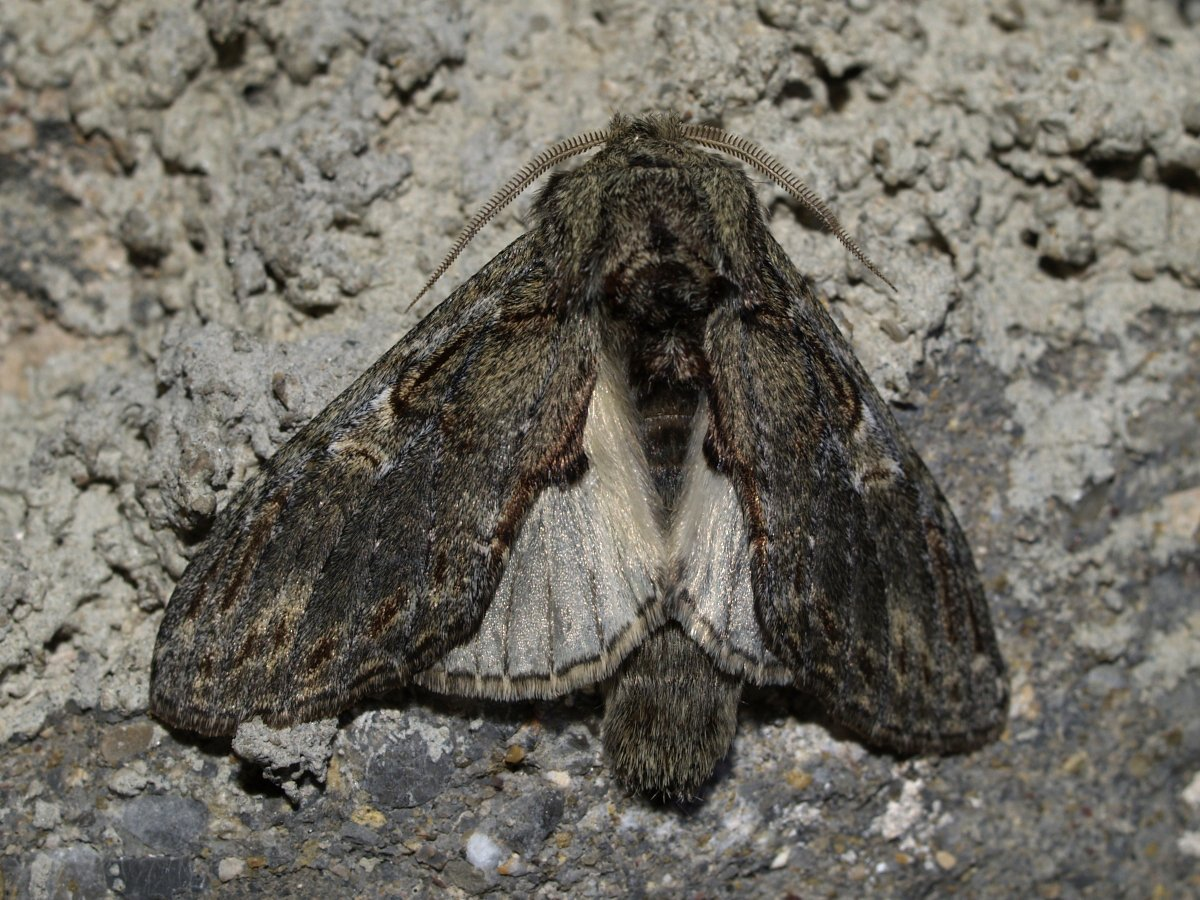
Peridea anceps